# Opadanie organów

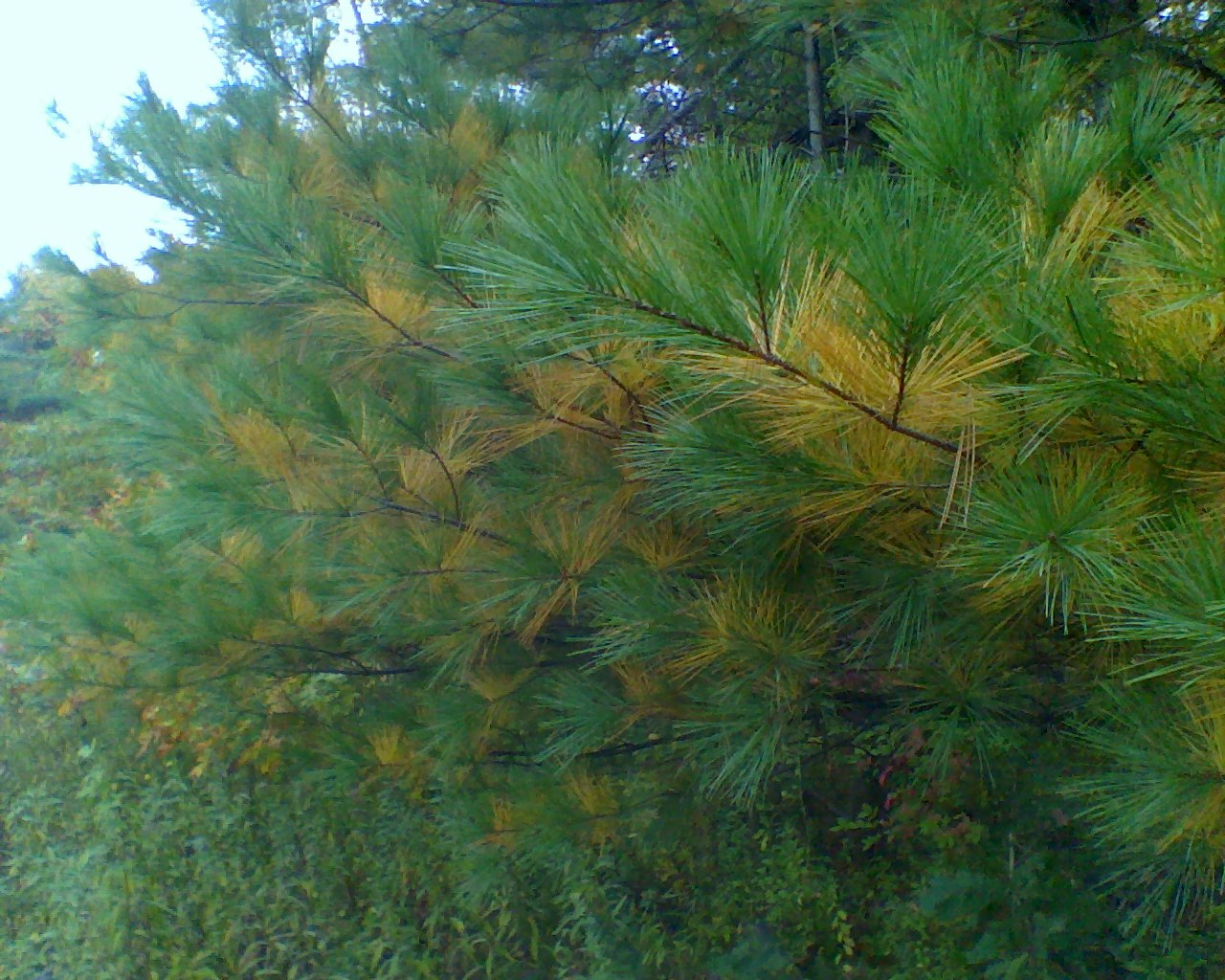
Przed opadaniem z liści odprowadzane są związki odżywcze. Starzejące organy zmieniają barwę w wyniku rozpadu chlorofilu

Opadanie organów, odpadanie organów, odcinanie organów, opadanie liści, abscyzja – naturalny, kontrolowany proces odpadania organów roślin. Rośliny mogą zrzucać liście, kwiaty i owoce. Opadanie jest formą adaptacji do niedoboru wody, niedoboru składników mineralnych, stresu termicznego lub świetlnego.

## Przebieg opadania
Opadanie organów następuje w wyniku wytworzenia warstwy odcinającej, czyli luźnej warstwy komórek. Komórki te wytwarzają enzymy pektynolityczne, które rozkładają blaszkę środkową, co jest bezpośrednią przyczyną opadania organów. W wyniku działania enzymów nierozpuszczalne pektyniany wapnia i boru przekształcają się w rozpuszczalne galakturonany i kwas galakturonowy. Odcięcie organu następuje pod wpływem jego ciężaru.
W strefie klimatu umiarkowanego powszechne jest zrzucanie liści przez drzewa, co jest przystosowaniem do niskich temperatur oraz deficytu dostępnej dla roślin wody występującego zimą. Opadają także kwiaty lub ich płatki, zawiązki owoców oraz owoce. Przyczyną opadania kwiatów jest brak zapłodnienia, zawiązki owoców opadają przy braku zapłodnienia lub niepełnym zapłodnieniu u kwiatów wielozalążkowych. Zrzucanie organów generatywnych może być też powodowane niedoborem składników odżywczych. W przypadku liści warstwa odcinająca powstaje u nasady ogonka. Opadanie owoców związane jest z wytworzeniem strefy odcinającej między szypułką a pędem (owoce ziarnkowe) lub dwóch stref między szypułką a pędem i między szypułką a owocnią (owoce pestkowe).

## Hormonalna regulacja procesu opadania
Proces opadania organów regulowany jest przez auksyny, etylen i kwas abscysynowy. Auksyny wytwarzane w blaszce liściowej przemieszczają się proksymalnie, w stronę ogonka liściowego, zapobiegając wykształceniu tkanki odcinającej. Gdy organ starzeje się spada ilość wytwarzanych przez niego auksyn i rozpoczyna się formowanie tkanki odcinającej. Proces ten jest stymulowany przez etylen, a niskie stężenie auksyn zwiesza wrażliwość tkanki na działanie etylenu. Rola kwasu abscysynowego nie jest dokładnie wyjaśniona, jednak obserwuje się stymulację opadania pod wpływem tej substancji.

## Opadanie zawiązków owoców
Większość drzew owocowych wytwarza kwiaty w bardzo dużej ilości, nadmiernej w stosunku do możliwości zaopatrzenia powstających z nich owoców w dostateczną ilość substancji pokarmowych zapewniających prawidłowy rozwój. Ograniczony dopływ asymilatów powoduje redukcję zawartości giberelin a wzrost poziomu substancji sygnału stresów, czyli ABA i ACC. Ponadto opadanie zawiązków jest spowodowane oddziaływaniem między zawiązkami silniejszymi a słabszymi. Czyli opadają w pierwszej kolejności zawiązki najsłabsze. U jabłoni stwierdzono, że zawiązki powstałe z kwiatów centralnych (zwanych także królewskimi) rozwijają się zawsze pierwsze, są większe niż z pozostałych kwiatów w kwiatostanie i jeśli zostały prawidłowo zapylone i zapłodnione to pozostają, a opadają zawiązki powstałe z kwiatów bocznych. Masowy opad zawiązków zachodzi między pełnią kwitnienia a końcem czerwca. Często wyróżnia się trzy okresy opadania zawiązków owoców i owoców: po kwitnieniu, czerwcowy (świętojański) i przed dojrzewaniem.

### Opad pierwszy

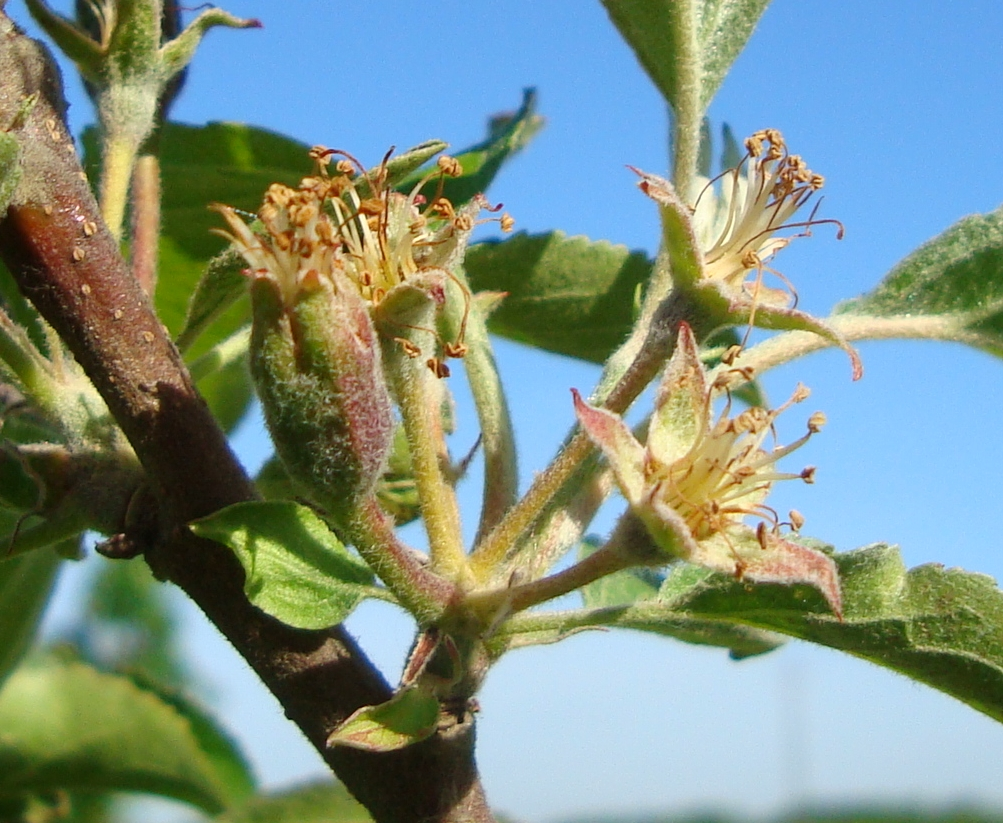
Zawiązki jabłoni w okresie opadania, z lewej rozwijający się zapłodniony, z prawej żółknące zawiązki kilka dni przed opadem

Rozpoczyna się po zaschnięciu i opadnięciu płatków korony. Opadają przede wszystkim zawiązki niezapłodnione i które uległy degeneracji. Gatunki, które mają zdolność do tworzenia owoców partenokarpicznych z zawiązków niezapłodnionych jak ma to miejsce na przykład u gruszy lub u owoców cytrusowych często zrzucają bardzo mało zawiązków, szczególnie w lata, kiedy warunki do zapylenia były bardzo trudne. Najprawdopodobniejszą przyczyną tego opadania jest niedostateczna zawartość w zalążni substancji stymulujących lub degeneracja zapłodnionej komórki jajowej na skutek niedostatecznego odżywienia. Ponadto podłoże ma naturę hormonalną i zależy przede wszystkim od zawartości gibereliny. Przy uszkodzeniach przymrozkowych kwiatów i zniszczeniu słupka, przez co braku możliwości zapylenia zapobiega się opadaniu i stymuluje się u niektórych gatunków tworzenie owoców partenokarpicznych za pomocą oprysku syntetycznymi giberelinami.

### Opad drugi
Nazywany jest także czerwcowym lub świętojańskim. Opad ten jest poprzedzony około dwutygodniowym spowolnieniem wzrostu opadających zawiązków, przez co są one mniejsze od pozostających. Oprócz mniejszych rozmiarów, u owoców wielonasiennych (np. owoce ziarnkowe) opadające zawiązki zawierają zwykle mniej nasion od pozostających na drzewie. Poza liczbą nasion ważną rolę gra ich jakość a przede wszystkim wykształcenie bielma. Także poziom sacharozy w owocach ma znaczenie, ponieważ pozostają te, których poziom jest powyżej ustalonej dla gatunku i odmiany wartości granicznej. Jako sygnały regulujące opadanie indukowane przez niedostatek cukrów zidentyfikowano ABA i ACC. W tym układzie kwas abscysynowy stymuluje produkcję prekursora etylenu, czyli ACC. 

## Praktyczne wykorzystanie zjawiska
W sadownictwie przy obfitym zawiązaniu owoców do przerzedzania nadmiaru zawiązków gatunków ziarnkowych oraz czasem pestkowych stosowana jest 6-benzyloadeninopuryna (BA) a także syntetyczna auksyna – kwas naftylooctowy (NAA), oraz mocznik, etefon i inne. Kwas naftylooctowy przeciwdziała tworzeniu się warstwy oddzielającej i dlatego wykorzystuje się go do zapobiegania przedwczesnemu opadaniu owoców przed zbiorem. 
Owoce na drzewach i krzewach najczęściej dojrzewają nierównomiernie, gdyż jest to uzależnione od położenia na drzewie czy terminu kwitnienia. Jednak aby można było je zbierać mechanicznie konieczne jest wyrównanie okresu dojrzewania, zastymulowanie jednoczesnego wytwarzania warstwy odcinającej między owocem a pędem, tak aby zbiór był łatwiejszy. Osiąga się to przez stosowanie preparatów zawierających etefon. Powoduje on wydzielanie etylenu, który uruchamia enzymy rozpuszczające blaszkę środkową spajającą komórki. Takie zabiegi stosowane są dość często przy mechanicznym zbiorze wiśni i porzeczki czarnej.
W szkółkarstwie przed wykopaniem drzew i krzewów konieczna jest ich defoliacja, aby zapobiec nadmiernej transpiracji i w konsekwencji przesuszeniu. Stosowane są do tego celu różne preparaty, w tym zawierające etefon, miedź lub kwas edetynowy. Stymulują one przedwczesne opadanie liści.